# 사랑공감
《사랑공감》(사랑共感) 은 2005년 1월 28일부터 2005년 4월 15일까지 방영된 SBS 금요드라마이다.

## 기획 의도
30, 40대의 로맨스를 불륜이 아닌 판타지로 살리면서 중년에게 다가온 로맨스와 가족에 대한 사랑 사이에서 무엇이 더욱 소중한지에 대한 해답을 구해본다.

## 등장 인물
- 전광렬 : 박치영 역
- 이미숙 : 강희수 역
- 견미리 : 윤지숙 역
- 황인성 : 김동우 역
- 왕빛나 : 나리 역
- 임예진 : 박소영 역
- 박인서 : 강희진 역
- 최환준 : 윤철호 역
- 이민정 : 김영주 역
- 윤여정 : 희수 모 역
- 박근형 : 지숙 부 역
- 김창숙 : 동우 모 역
- 이지민 : 기영 역
- 정상철
- 김리나
- 김선은

## 참고 사항
- 당초 김병세가 김동우 역으로 낙점되었으나[1] 개인사정으로 고사하자 황인성이 설득 끝에 김동우 역으로 캐스팅되었다.
- 견미리는 <사랑공감>의 전작인 <아내의 반란>에서 변정수, 홍리나 등과 주연급으로 캐스팅됐지만(당시 제목은 '왕비와 하녀')[2] MBC <제5공화국>에서 이순자 여사 역을 맡아[3] 고사한 바 있었다.
- 하지만, 해당 드라마에 캐스팅되면서 견미리는 <제5공화국> 캐스팅 제의를 역시 고사했고 당시 견미리 자리에는 김영란이 대타[4]로 들어갔다.
- 작가 최윤정은 1999년 KBS 2TV <초대> 이후 6년 만에 미니시리즈 집필을 맡았다.
- "30, 40대의 로맨스를 불륜이 아닌 환타지로 살리면서 중년에게 다가온 로맨스와 가족에 대한 사랑 사이에서 무엇이 더욱 소중한지에 대한 해답을 구해본다"는 기획의도를 가지고 출발했으나 우리 시대의 30, 40대들이 ‘공감’할 수 있는 삶과 사랑을 담아내지 못했다는 비난을 받았다.[5]
- 이혼 위기에 처한 부부가 다시 재결합한다는 보수적인 결말은 일말의 아쉬움을 남겼다.[6]
- 외주제작사 SBS 프로덕션은 해당 드라마를 포함한 제작부문 쪽에서 극심한 적자를 겪어왔다가 뒷날 SBS 드라마플러스로[7] 합병됐다.